# Fictionmania
Fictionmania è stato un programma televisivo italiano di genere rotocalco, in onda dal 12 marzo 2012 il giovedì in seconda serata, intorno alle 22.40, su Rai Premium.

## Il programma
Il programma era dedicato ai luoghi delle fiction più amate rivisitati e raccontati dai conduttori Marco Liorni e Perla Pendenza, che tornavano sui set e rivivevano con vari testimoni le scene più famose e più significative del racconto sceneggiato.